# Clypeus plotii
Espèce
Clypeus plotii est une espèce d'oursins fossiles de la famille des Clypeidae qui vivait durant le Bajocien (deuxième moitié du Jurassique) et se rencontrait dans les galeries sous-marines.

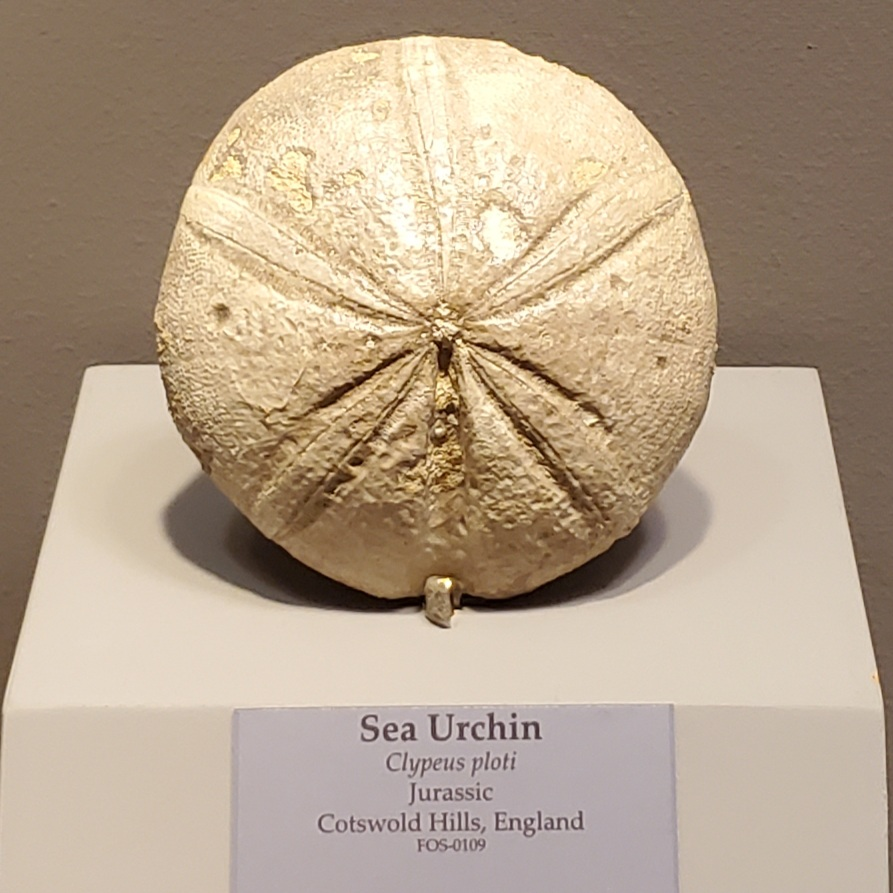
Au Tellus Science Museum.